# Joris en de Draak
Joris en de Draak (« Georges et le dragon » en français) est une attraction de type montagnes russes du parc Efteling aux Pays-Bas.

## Présentation
Joris en de Draak est un parcours de montagnes russes en bois à double voie, construit par la société Great Coasters International. L'attraction est la seule de type montagnes russes en bois double voie dans la partie centrale et nordique de l'Europe. En effet, le seul autre modèle ayant ces caractéristiques se trouve à PortAventura Park, Espagne. Le concepteur de l'attraction est Karel Willemen ; celui-ci avait déjà réalisé le Vliegende Hollander, le conte de Cendrillon, la gare de l'Est, Bosrijk et le conte L'Arbre des contes. 
Comme pour un très grand nombre de ses attractions, le parc a développé une véritable histoire autour de ces montagnes russes. Le nom et le thème font référence à la légende de saint Georges. La version d'Efteling conte qu'un redoutable dragon doté de parole, maître de l'eau et du feu, exige des habitants un tribut quotidien de mouton. Lorsque le dragon finit par dévorer tous les moutons, il exigea de se repaître de jeune vierge journellement. Saint Georges arrive le jour où il ne reste qu'une vierge à croquer: la fille du roi. Pour empêcher sa destinée, le roi offre la coquette somme de 1 001 ducats à qui pourra vaincre la bête. St Georges, également maître de l'eau et du feu, abat le dragon grâce à sa lance après un combat acharné et la princesse est délivrée. Le roi offre la récompense et sa fille en mariage à saint Georges. Celui-ci distribue sa prime aux habitants, déclare que la princesse doit choisir un homme qu'elle aime et quitte ensuite le pays.
Les deux trains sécurisés par des Lap bar font la course pour vaincre le dragon. Un des trains le fait sous le symbole de l'eau, l'autre sous le symbole du feu. En haut du lift, le train effectue grand virage à 300° avant la chute.
Il est à noter que les deux trains cavalent sur le toit de la gare. Après la chevauchée, un drapeau indique la couleur du train le plus rapide. Les visiteurs du train qui gagne la course pour vaincre le dragon seront congratulés dans la gare par la mise en mouvement de leurs bannières colorées ainsi que par de petits effets sonores et lumineux. Le modèle des quatre trains décorés d'une capacité de vingt-quatre places est Millennium Flyer trains. 
L'attraction est située dans la section Ruigrijk du parc. Appelé en français « Royaume Sauvage » ou encore « Royaume Déchaîné », il se trouve dans la partie orientale du parc. Cette section est celle des sensations mais on y trouve bien sûr des attractions pour les petits et les familles.  L'emplacement exact de « Georges et le Dragon » se situe aux abords de l'ancien étang de canoë. Les montagnes russes Pegasus s'y dressaient jusqu'en 2009. La première date d'ouverture circulant sur le net fut tout d'abord le 1er juin 2010, un communiqué de presse annonça plus tard que le 1er juillet 2010 serait la date d'ouverture.
Le parcours de « Georges et le Dragon » s'étend sur une surface au sol trois fois supérieure à celle du Pegasus. Son tracé s'étend jusqu'à l'attraction Piraña. Le sentier de promenade qui longeait l'arrière du Pegasus a disparu car il a été envahi par le nouveau parcours et a été remplacé par un nouveau sentier plus proche du Vliegende Hollander. Joris en de Draak possède des proportions plus importantes que l'attraction précédente ; celles-ci furent: vitesse : 55 km/h, longueur : 492,3 m, hauteur : 15 m, durée : 1 min 43 s, trains : 2, capacité : 1 100 p/h. Des tronçons de Pegasus ont été vendus accompagnés d'un certificat d'authenticité. Les acheteurs, après tirage au sort, ont pu être parmi les premiers à monter à bord de Joris en de Draak. Une partie des bénéfices de cette vente ira à la Villa Pardoes, œuvre caritative créée par Efteling.
Cette attraction est fermée lorsqu'il gèle durant le Winter Efteling hivernal.
L'attraction est dotée d'un système de photo on ride.

## Données techniques
- Longueur: 2 x 810 m ; 1 620 m au total[3],[9],[5],[10]
- Hauteur: 22,1 m
- Hauteur chute: 22,1 m
- Vitesse: 75 km/h

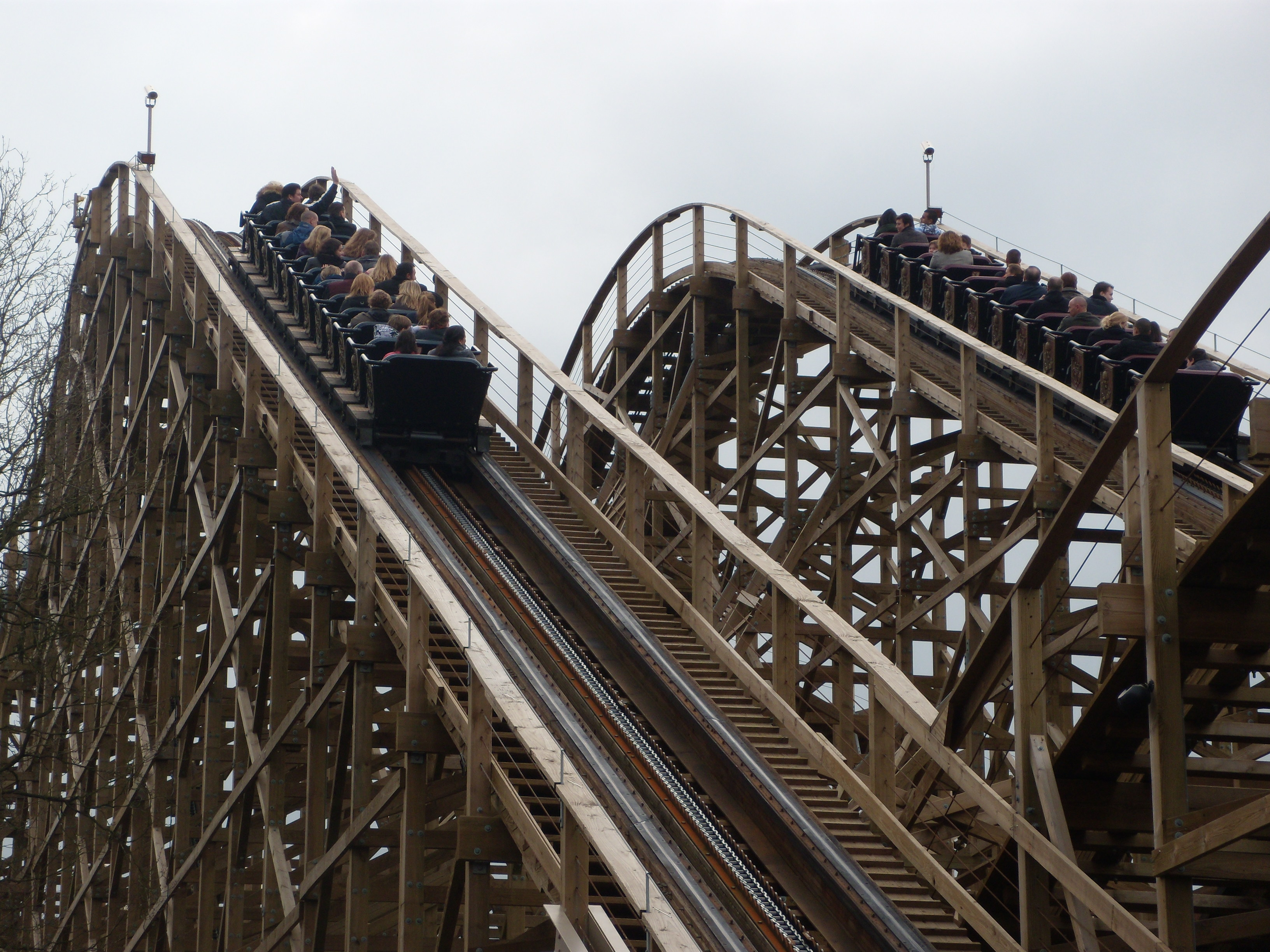
Trains bleu et rouge sur la montée.

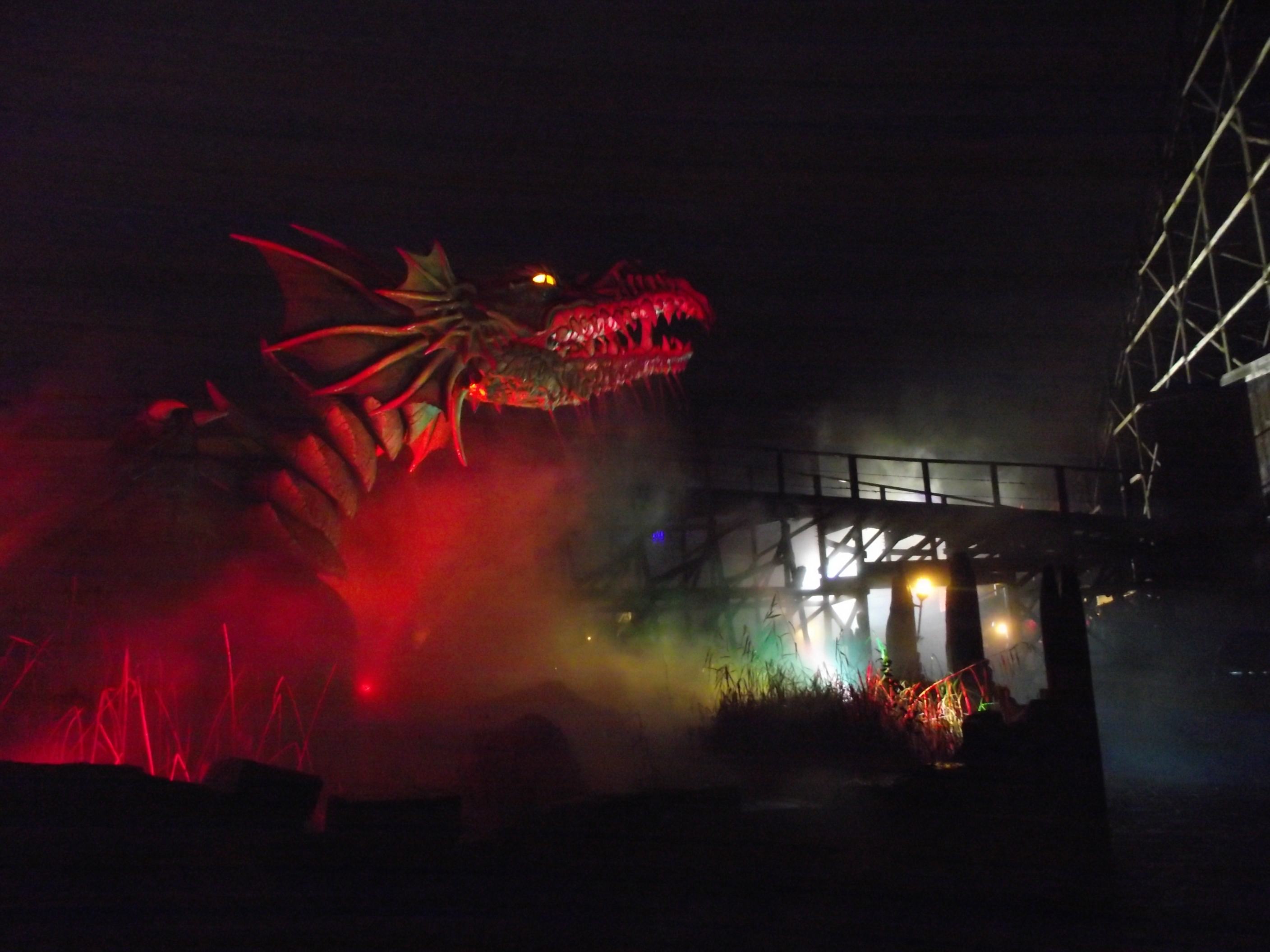
Le dragon, de nuit.

- Force de gravitation verticale maximale: 3 g
- Force de gravitation verticale minimale: 0 g (apesanteur)
- Force de gravitation horizontale: 1.25 g
- Coût: 12 000 000 euros
- Constructeurs: Great Coasters International
- Nombre de trains: 4 trains de 12 wagons de 2 sièges ; 24 passagers par train.
- Ascension: lift à chaîne
- Taille requise: 1,10 m
- Capacité: 1 750 personnes par heure.
- Durée: 2 minutes
- Nombre de boulons: 90 000
- Nombre de clous: 162 000
- Quantité de bois : 600 m3 — yellow pine (pin rigide)

## Construction
Après plusieurs rumeurs d'une possible fermeture définitive du Pegasus, Efteling déclara en juillet 2009 que le Pegasus sera remplacé par un parcours de montagnes russes en bois à double voie qui se nommera Joris en de Draak.
Le 12 août 2009, Efteling annonça que l'attraction sera construite par la société américaine Great Coasters International.
Le 8 octobre 2009, la commune Loon op Zand publia la demande de construction et les plans de la construction parurent sur internet le lendemain. Le lecteur y découvre le tracé du parcours. Il apparaît également que les trains sont composés de douze wagons de deux personnes. 
En automne 2009, le Pegasus fut démoli et des fondations en béton ainsi que les premiers matériaux de bois furent amenés. La construction commença immédiatement (fin novembre 2009) grâce à une cinquantaine d'ouvriers. À partir du 5 janvier 2010, les premières grues de construction firent leur apparition sur le site. Le 3 février 2010, le point le plus élevé des montagnes russes a été atteint. Le 21 mai, les différents éléments du dragon arrivent sur le site. Le 11 juin, les premiers tests de l'attraction eurent lieu en soirée après la fermeture quotidienne du parc.

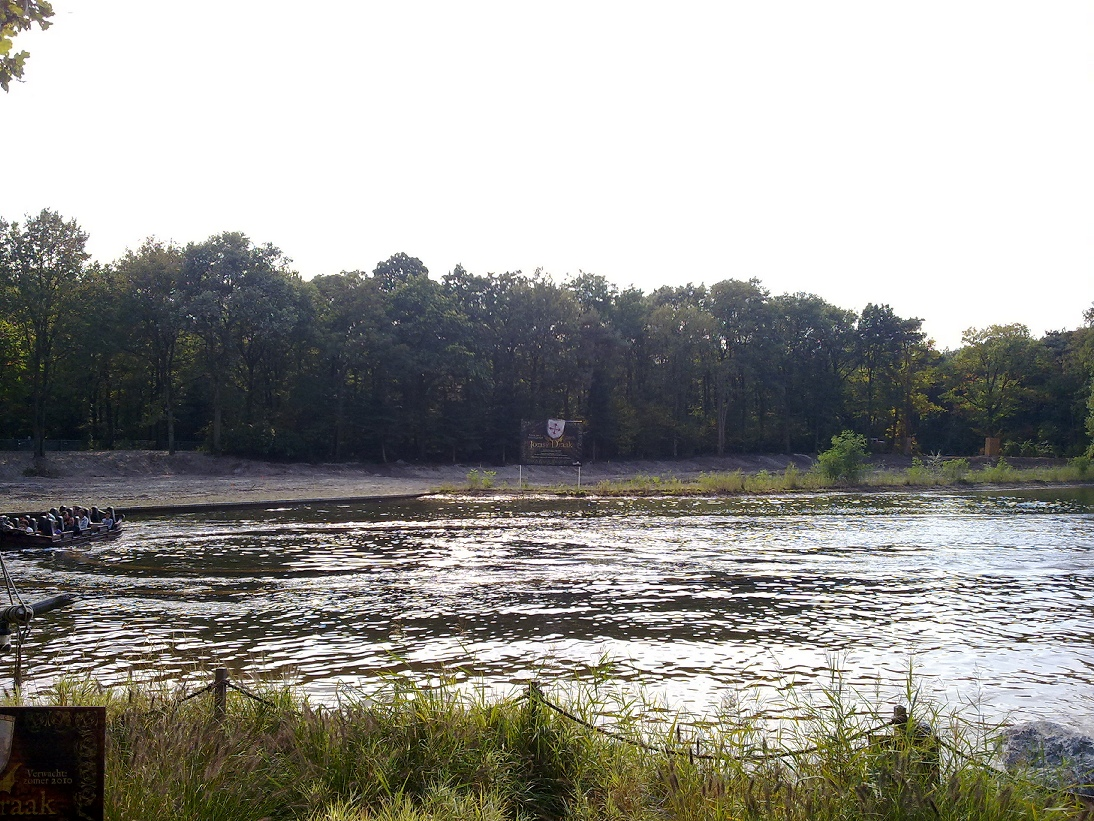
Après la destruction du Pegasus.
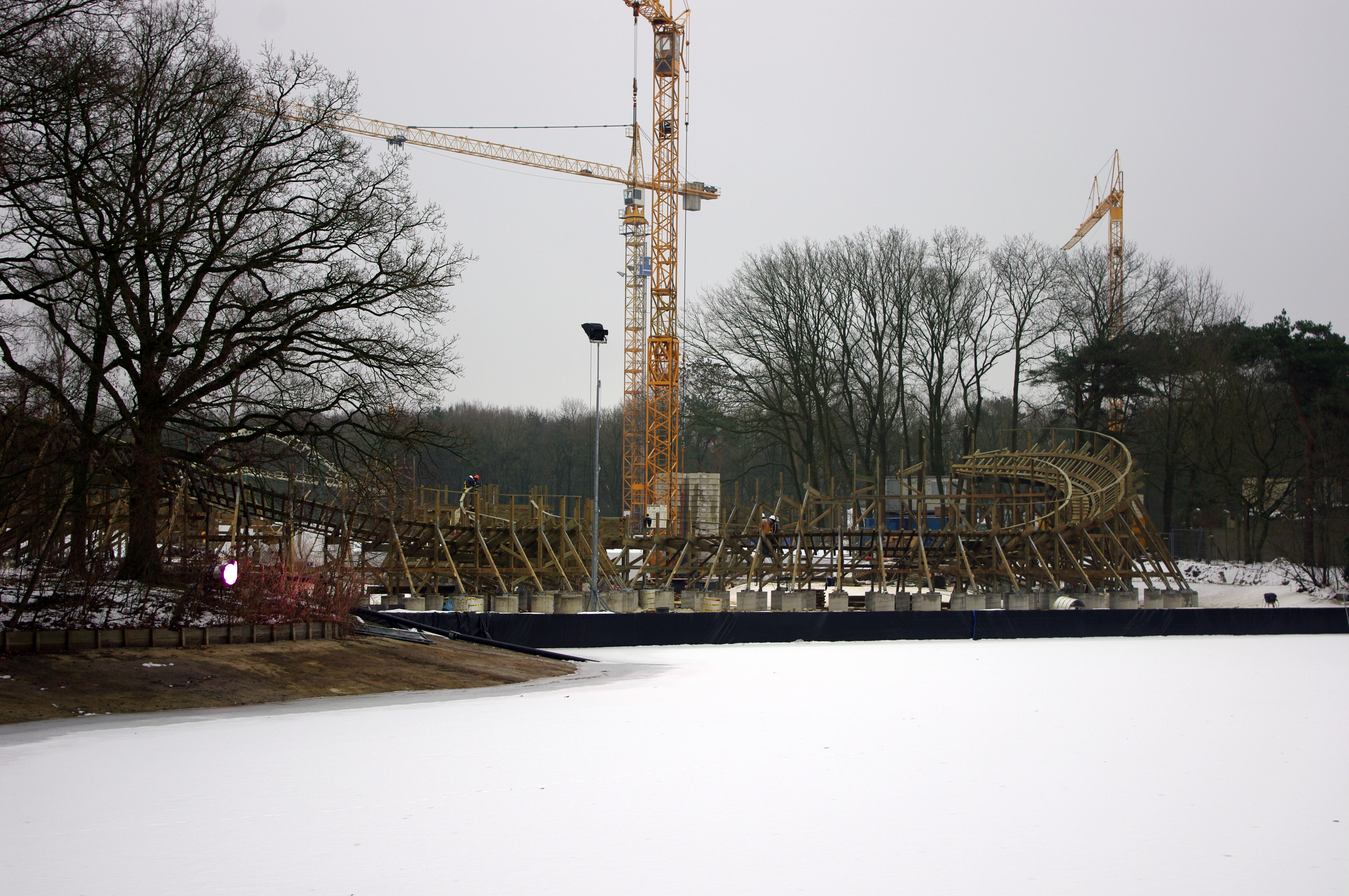
Construction de Joris en de Draak.

## Dragon médiéval

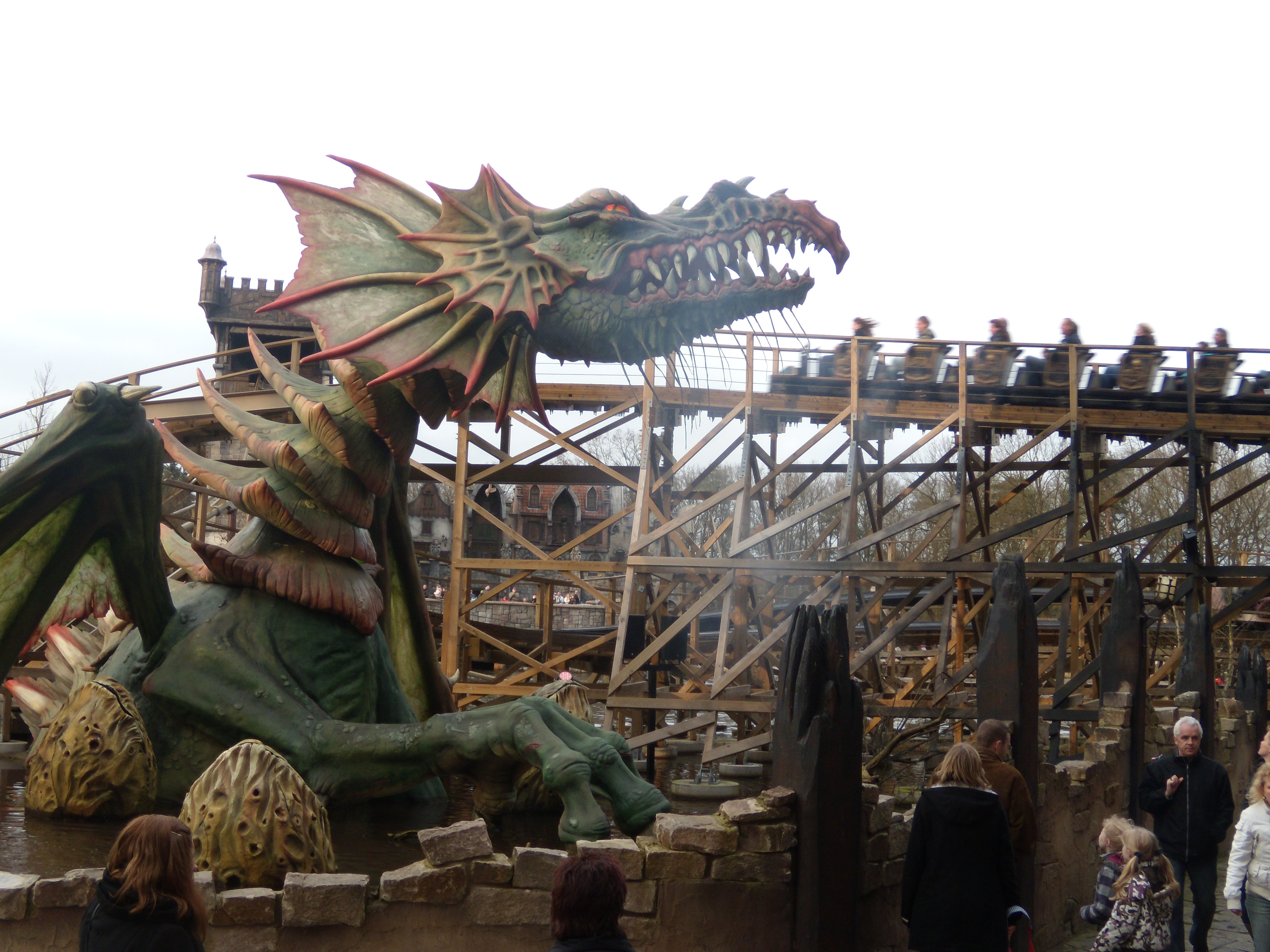
Dragon rencontré par les trains au milieu du parcours.

Il est rare que des montagnes russes en bois soit parées de décoration ou d'attribut. Dans le cas de cette attraction, un dragon interactif de 10,5 mètres de haut — dont la tête a la taille d'une Fiat Panda — ainsi que ses œufs sont situés sur le parcours de Joris en de Draak. Cet animatronique exceptionnellement grand est situé dans les marais à proximité du nouveau sentier menant à Piraña pour que les promeneurs puissent également profiter de sa présence. Cette créature fantastique crache du feu pour les wagons représentant l'eau et tente d'éclabousser avec sa queue les wagons représentant le feu. En plus du dragon, le parc débourse 20 000 euros pour une décoration médiévale. Dragonheart Medieval Lifestyle, spécialisée dans les objets et armes de l'époque médiévale, leur fournit ce matériel. Les trains également sont parés de blasons représentant soit des chevaliers soit des dragons.

## Musique
« Georges et le dragon » est muni d'un système audio tout le long du parcours, ce qui est assez unique pour des montagnes russes en bois. La file d'attente ainsi que les abords des marécages sont aussi accompagnés de bandes originales. La musique a été composée par René Merkelbach, le compositeur maison d'Efteling et a été interprétée par l'orchestre philharmonique de Prague. René Merkelbach a également composé les musiques du Vliegende Hollander, de la Pardoes Promenade, de Piraña, du conte Cendrillon, de Bosrijk et de Raveleijn.

## Communication
À la suite du succès de la campagne médiatique de 2009 Sprookjesmysterie qui fut une des causes d'une augmentation historique de fréquentation du parc, Efteling créé encore une campagne importante pour sa nouveauté 2010. Via différents médias (journaux, télévision, radio, affiches), Efteling recherches des « pourfendeurs de dragon ». Sur le nouveau site internet www.jorisendedraak.nl, les combattants doivent gagner les trois jeux en ligne. S'ils gagnent, ils peuvent espérer le plus grand prix: la participation au tournoi à Efteling. Celui-ci fut diffusé sur la chaîne Nickelodeon. Les gagnants du concours ont testé la nouveauté le 29 juin. Des arrêts de bus des Pays-Bas sont aussi coiffés de trois énormes doigts de dragon.